# Holgura (fabricación)
En fabricación, holgura o juego es la diferencia de diámetros entre un eje y el agujero que lo contiene: {\displaystyle J=D_{f}-D_{e}}

## Ajuste con holgura
Del mismo modo que en los otros tipos de ajuste en un ajuste con juego el diámetro nominal del eje es el mismo que el diámetro nominal del agujero:

{\displaystyle D_{\mathrm {n_{e}} }=D_{\mathrm {n_{f}} }=D}

Para garantizar que haya juego, los intervalos de tolerancia de fabricación, tanto del eje como del agujero, han de ser tales que el diámetro del eje sea siempre más pequeño que el del agujero:

{\displaystyle D_{\mathrm {min_{f}} }-D_{\mathrm {max_{e}} }>0}

Se utilizan los siguientes términos generales para describir el ajuste:
- Diámetro nominal ({\displaystyle D}): Diámetro de referencia. Viene indicado en los planos y se suele representar con una línea de referencia.
- Diámetro máximo ({\displaystyle D_{\mathrm {max} }}): Cota máxima admisible de la pieza.
- Diámetro mínimo ({\displaystyle D_{\mathrm {min} }}): Cota mínima admisible de la pieza.
- Intervalo de tolerancia (IT): Variación máxima admisible en la medida de las piezas.
- Diferencia superior ({\displaystyle d_{\mathrm {s} }}): Diferencia entra la dimensión máxima y la nominal; es positiva si la màxima es más grande que la nominal y negativa si es más pequeña. Se puede añadir una e o una f en el subíndice para indicar si se refiere al eje o al agujero, respectivamente.
- Diferencia inferior ({\displaystyle d_{\mathrm {i} }}): Diferencia entre la dimensión mínima y la nominal; es positiva si la mínima es más grande que la nominal y negativa si es más pequeña. Se puede añadir una e o una f en el subíndice para indicar si se refiere al eje o al agujero, respectivamente.

En un ajuste con juego es importante definir el juego máximo ({\displaystyle J_{\mathrm {max} }}) y el juego mínimo ({\displaystyle J_{\mathrm {min} }}), así como el juego medio ({\displaystyle J_{\mathrm {medio} }}):

{\displaystyle J_{\mathrm {max} }=D_{\mathrm {max_{f}} }-D_{\mathrm {min_{e}} }=(D_{\mathrm {n_{f}} }+d_{\mathrm {s_{f}} })-(D_{\mathrm {n_{e}} }+d_{\mathrm {i_{e}} })=d_{\mathrm {s_{f}} }-d_{\mathrm {i_{e}} }}

{\displaystyle J_{\mathrm {min} }=D_{\mathrm {min_{f}} }-D_{\mathrm {max_{e}} }=(D_{\mathrm {n_{f}} }+d_{\mathrm {i_{f}} })-(D_{\mathrm {n_{e}} }+d_{\mathrm {s_{e}} })=d_{\mathrm {i_{f}} }-d_{\mathrm {s_{e}} }}

{\displaystyle J_{\mathrm {medio} }={\frac {J_{\mathrm {max} }+J_{\mathrm {min} }}{2}}}